# Cal sodada

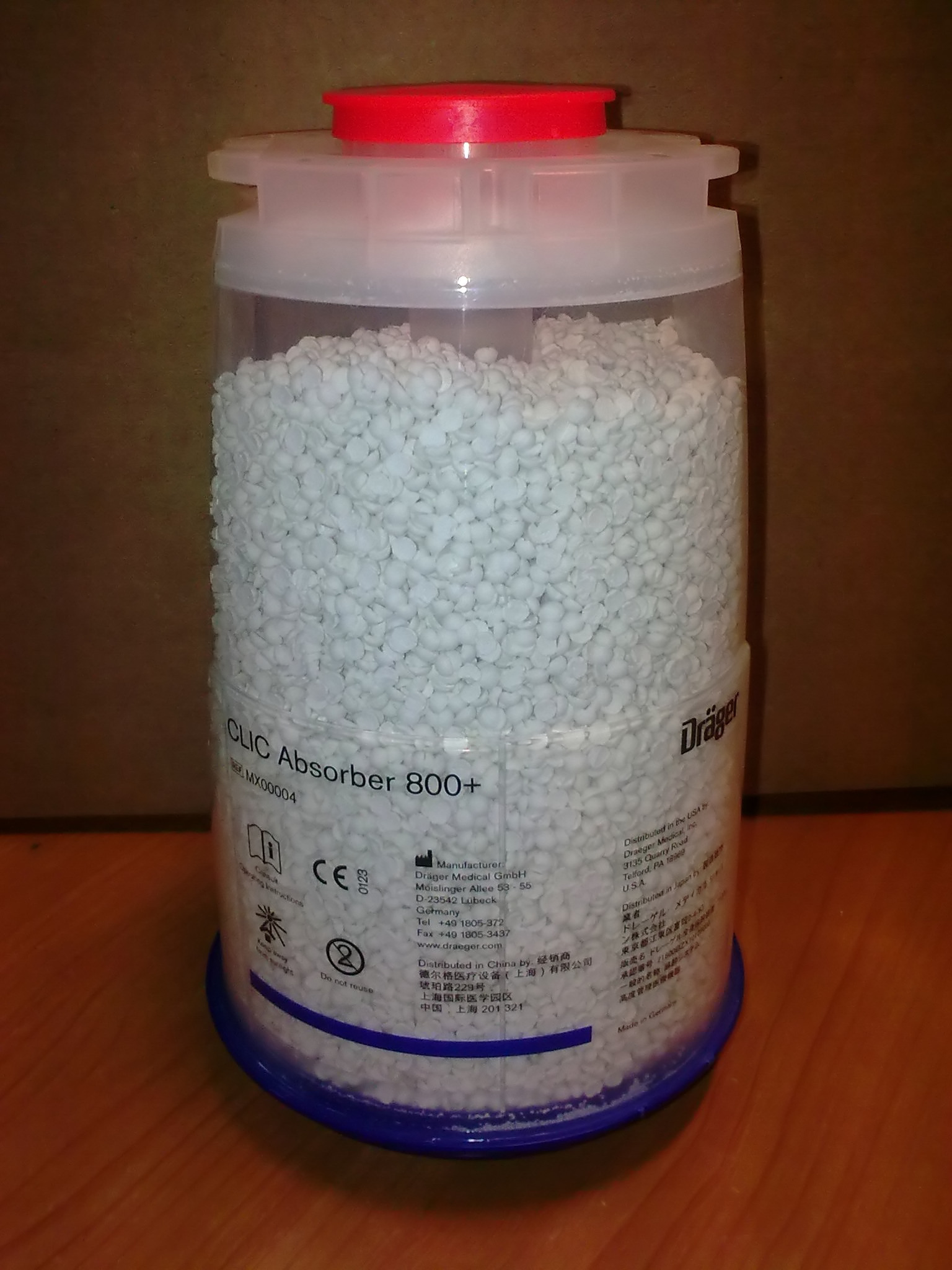
Frasco con cal sodada.

La cal sodada es una mezcla de hidróxido de calcio e hidróxido de sodio que se emplea como agente absorbente de dióxido de carbono (CO2). Puede prepararse mezclando cal viva (CaO) con una solución de hidróxido de sodio (NaOH), y en seguida secando por calentamiento hasta evaporación. A la cal sodada apropiada para uso médico o para buceo se le añade un indicador de pH que cambia de color al agotarse la capacidad de absorción de CO2.
Se ha usado de forma generalizada en los filtros de aire empleados por los buceadores con escafandra autónoma de circuito cerrado o semicerrado, también conocido como recirculador, o más comúnmente por el término inglés 'rebreather'. El aire espirado por el buceador se hace pasar por el filtro de cal sodada, el cual absorbe el dióxido de carbono, lo que permite que el aire sea inspirado de nuevo una vez restablecida la cantidad de oxígeno deseada.

## Reacción química
La reacción global es:
CO2 + Ca(OH)2 → CaCO3 + H2O + calor (en presencia de agua)
La reacción puede considerarse como una catalizada por una base fuerte, mientras que el agua la facilita.
Pasos:
1. CO2 + H2O → CO2 (aq)  (el CO2se disuelve en agua - paso lento y cinéticamente determinante)
2. CO2 (aq) + NaOH → NaHCO3 (formación de bicarbonato a pH alto)
3. NaHCO3 + Ca(OH)2 → CaCO3 + H2O + NaOH (NaOH reciclado al paso 2) - por lo tanto se trata meramente de un catalizador

- Datos: Q754282